# Collegio di Hampshire
Il collegio di Hampshire era una circoscrizione elettorale del Regno Unito nella contea omonima. Essa ebbe stabilmente due membri nella Camera dei Comuni d'Inghilterra. Il nome ufficiale della circoscrizione era The County of Southampton, e occasionalmente venne anche definita come Southamptonshire.

## Storia
La circoscrizione elettorale era composta dalla storica contea dell'Hampshire, inclusa l'Isola di Wight.  
Come in altre circoscrizioni le franchige tra il 1430 ed il 1832 vennero definite dal Forty Shilling Freeholder Act, che consentiva di concedere il diritto di voto ad ogni uomo libero che detenesse proprietà per una rendita di almeno 2 sterline annue e che pagasse le tasse regolarmente; Nel XVIII secolo l'elettorato constava di circa 5.000 votanti.
Per anni le elezioni nell'Hampshire si tennero nelle sedi di Winchester e poi in quella di Newport per convenienza nei confronti dei votanti dell'Isola di Wight. 
Dal periodo elisabettiano, il problema degli spostamenti per le votazioni divenne sempre più pressante soprattutto per quanti dovevano spostarsi sull'isola, e come tale dalle elezioni del 1566 si perse la pratica di premere i votanti affinché si recassero a fare il loro dovere.
Per questo ad ogni modo le elezioni nell'Hampshire furono meno corrotte di altre in Inghilterra e nel XIX secolo lo scrittore politico Thomas Oldfield, annotava Non si trova una singola petizione [dal 1640] che lamenta elezioni truccate in questa contea!!! - completando singolarmente l'esclamazione con tre punti esclamativi! Tra XVIII e XIX secolo gran parte degli elettori dell'Hampshire erano di fede Tory anche se dalla fine dell'Ottocento prevalse una cera influenza degli impiegati ai porti di Portsmouth e Gosport, sui forti dell'Isola di Wight e lungo le coste britanniche dell'area. 
Secondo il censimento del 1831, all'epoca del Great Reform Act l'Hampshire aveva una popolazione di 315.000 abitanti. Dal 1832 il Reform Act divise la circoscrizione in tre parti distinte: Isola di Wight (riconosciuta quindi come membro indipendente), Northern Hampshire e Southern Hampshire.

## Membri del Parlamento

### 1295–1660
- 1529-1536: Sir William Paulet
- 1542-1544: Thomas Wriothesley
- 1554-?: Sir John Mason
- 1571: Hon. Henry Radclyffe
- 1584-1593: George Carey
- 1593: Benjamin Tichborne
- 1604–1611:  Sir Robert Oxenbridge; William Jephson
- 1614: Richard Tichborne
- 1621–1622:  Sir Henry Wallop;   Sir John Jephson
- 1624:  Sir Daniel Norton; Sir Robert Oxenbridge
- 1625:  Robert Wallop; Henry Whitehead
- 1626:  Sir Henry Wallop;   Robert Wallop
- 1628–1629:  Sir Henry Wallop;   Daniel Norton

- aprile 1640: Sir Henry Wallop;   Richard Whitehead
- novembre 1640: Sir Henry Wallop;   Richard Whitehead
- Wallop morì nel 1642 - rimpiazzato da Richard Norton
- 1653: Richard Norton;   Richard Major;   John Hildesley
- 1654: Richard, lord Cromwell;   Richard Norton;   Richard Major;   John St Barbe;   Robert Wallop;   Francis Rivet;   Edward Hooper;   John Bulkeley
- 1656: Richard, lord Cromwell;   William Goffe;   Robert Wallop;   Richard Norton;   Thomas Cole;     John Bulkeley;   Edward Hooper;   Richard Cobb
- 1659: Robert Wallop;   Richard Norton
- 1659: Richard Norton

### 1660–1832
| Elezione      |                        | Primo membro                            | Primo partito                              |                                | Secondo membro                       | Secondo partito        |
| ------------- | ---------------------- | --------------------------------------- | ------------------------------------------ | ------------------------------ | ------------------------------------ | ---------------------- |
| 1660          |                        | Richard Norton                          |                                            |                                | John Bulkeley                        |                        |
| 1661          |                        | Charles Paulet, St John                 |                                            |                                | Sir John Norton, Bt                  |                        |
| 1675          |                        | Sir Francis Rolle                       |                                            |                                | Sir John Norton, Bt                  |                        |
| febbraio 1679 |                        | Edward Noel                             |                                            |                                | Richard Norton                       |                        |
| agosto 1679   |                        | Lord Russell                            |                                            |                                | Sir Francis Rolle                    |                        |
| 1680          |                        | Thomas Jervoise                         |                                            |                                | Sir Francis Rolle                    |                        |
| 1681          |                        | Charles Paulet, conte di Wiltshire      |                                            |                                | Sir Francis Rolle                    |                        |
| 1685          |                        | Charles Paulet, conte di Wiltshire      | Wriothesley Baptist Noel, visconte Campden |                                |                                      |                        |
| gennaio 1689  |                        | Charles Paulet, conte di Wiltshire      | Lord William Powlett                       |                                |                                      |                        |
| febbraio 1689 |                        | Charles Paulet, conte di Wiltshire      | Thomas Jervoise                            |                                |                                      |                        |
| 1690          |                        | Charles Paulet, conte di Wiltshire      | Richard Norton                             |                                |                                      |                        |
| 1691          |                        | Charles Paulet, conte di Wiltshire      | Sir Robert Henley                          |                                |                                      |                        |
| 1693          |                        | Charles Paulet, conte di Wiltshire      | Richard Norton                             |                                |                                      |                        |
| 1698          |                        | Thomas Jervoise                         | Richard Norton                             |                                |                                      |                        |
| 1701          |                        | Thomas Jervoise                         | Richard Chaundler                          |                                |                                      |                        |
| 1702          |                        | Richard Norton                          |                                            |                                | George Pitt                          |                        |
| 1705          |                        | Thomas Jervoise                         |                                            |                                | Richard Chaundler                    |                        |
| 1708          |                        | Charles Powlett, marchese di Winchester |                                            |                                | William Bentinck, visconte Woodstock |                        |
| 1709          |                        | Charles Powlett, marchese di Winchester | Thomas Jervoise                            |                                |                                      |                        |
| 1710          |                        | George Pitt                             |                                            |                                | Simeon Stuart, II baronetto          |                        |
| 1713          |                        | Thomas Lewis                            |                                            |                                | Sir Anthony Sturt                    |                        |
| 1715          |                        | George Pitt                             |                                            |                                | John Wallop                          |                        |
| 1720          |                        | George Pitt                             | Lord Nassau Powlett                        |                                |                                      |                        |
| 1722          |                        | Lord Harry Powlett                      | Lord Nassau Powlett                        |                                |                                      |                        |
| 1727          |                        | Lord Harry Powlett                      | John Cope, VI baronetto                    |                                |                                      |                        |
| 1734          |                        | Lord Harry Powlett                      | Edward Lisle                               |                                |                                      |                        |
| 1741          |                        | Lord Harry Powlett                      | Paulet St John                             |                                |                                      |                        |
| 1747          |                        | Lord Harry Powlett                      | Francis Whithed                            |                                |                                      |                        |
| 1751          |                        | Lord Harry Powlett                      | Alexander Thistlethwayte                   |                                |                                      |                        |
| 1754          |                        | Charles Powlett, marchese di Winchester | Alexander Thistlethwayte                   |                                |                                      |                        |
| 1759          |                        | Henry Bilson-Legge                      | Alexander Thistlethwayte                   | Whigs                          |                                      |                        |
| 1761          |                        | Henry Bilson-Legge                      | Simeon Stuart, III baronetto               | Whigs                          |                                      |                        |
| 1765          |                        | Richard Mill, VI baronetto              | Simeon Stuart, III baronetto               |                                |                                      |                        |
| 1768          |                        | Robert Henley, lord Henley              | Simeon Stuart, III baronetto               |                                |                                      |                        |
| 1772          |                        | Henry St John, II baronetto             | Simeon Stuart, III baronetto               | Tory                           |                                      |                        |
| 1779          |                        | Henry St John, II baronetto             | Jervoise Clarke Jervoise                   | Tory                           | Anti-governo                         |                        |
| 1780          |                        | Robert Thistlethwayte                   | Jervoise Clarke Jervoise                   |                                | Anti-governo                         |                        |
| 1790          |                        | William Heathcote, III baronetto        |                                            |                                | William John Chute                   |                        |
| 1806          |                        | Thomas Thistlethwayte                   |                                            |                                | Hon. William Herbert                 |                        |
| 1807          |                        | Henry St John-Mildmay, III baronetto    |                                            |                                | William John Chute                   |                        |
| 1808          |                        | Thomas Freeman-Heathcote                |                                            |                                | William John Chute                   |                        |
| 1820          |                        | John Willis Fleming                     | Tory                                       |                                | George Purefoy-Jervoise              |                        |
| 1826          |                        | John Willis Fleming                     | Tory                                       | William Heathcote, V baronetto | Tory                                 |                        |
| 1830          |                        | John Willis Fleming                     | Tory                                       | William Heathcote, V baronetto | Ultra-Tory                           |                        |
| 1831          |                        | James Macdonald, II baronetto           |                                            |                                | Charles Shaw-Lefevre                 | Whigs                  |
| 1832          |                        | Thomas Baring, II baronetto             |                                            |                                | Charles Shaw-Lefevre                 | Whigs                  |
| 1832          | Circoscrizione abolita | Circoscrizione abolita                  | Circoscrizione abolita                     | Circoscrizione abolita         | Circoscrizione abolita               | Circoscrizione abolita |